# Île Wrac'h
L'île Wrac'h (Roc'h Gored en breton) est une des îles de l'Aber Wrach dans le Finistère, en Bretagne. Elle est située sur le territoire de la commune de Plouguerneau.
Elle est connue pour son phare.

## Géographie
Elle est accessible à pieds, depuis la plage de Saint-Cava, trois heures avant et trois heures après la marée basse. Trois Petites îles Wrac'h sont situées à l'ouest de l'île principale.

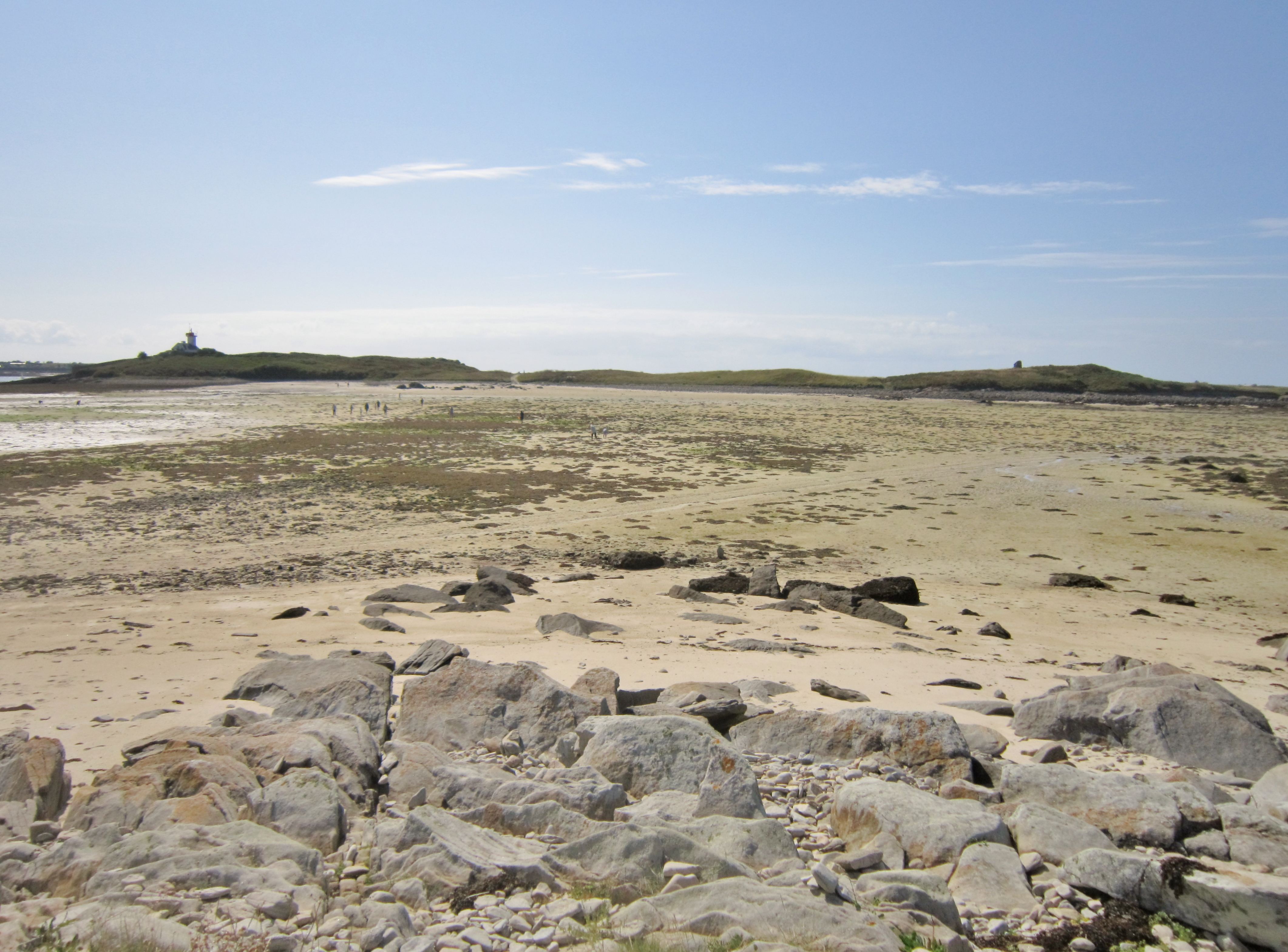
Le pertuis (détroit), franchissable à pied à marée basse, séparant le continent de l'île Wrac'h, vu du continent (l'île Wrac'h est à l'arrière-plan).
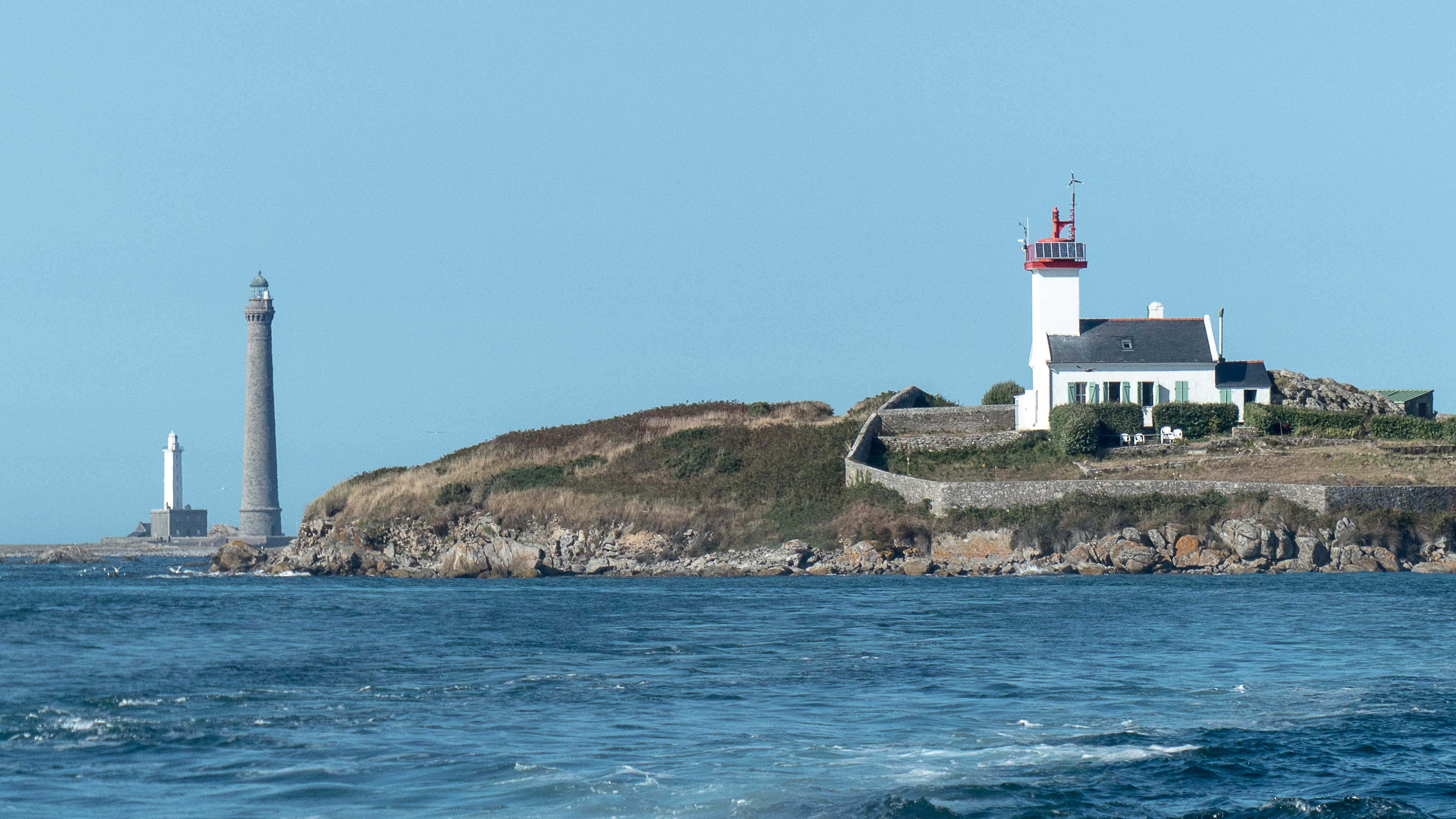
Le phare de l'île Wrac'h (en arrière-plan, les deux phares de l'île Vierge).
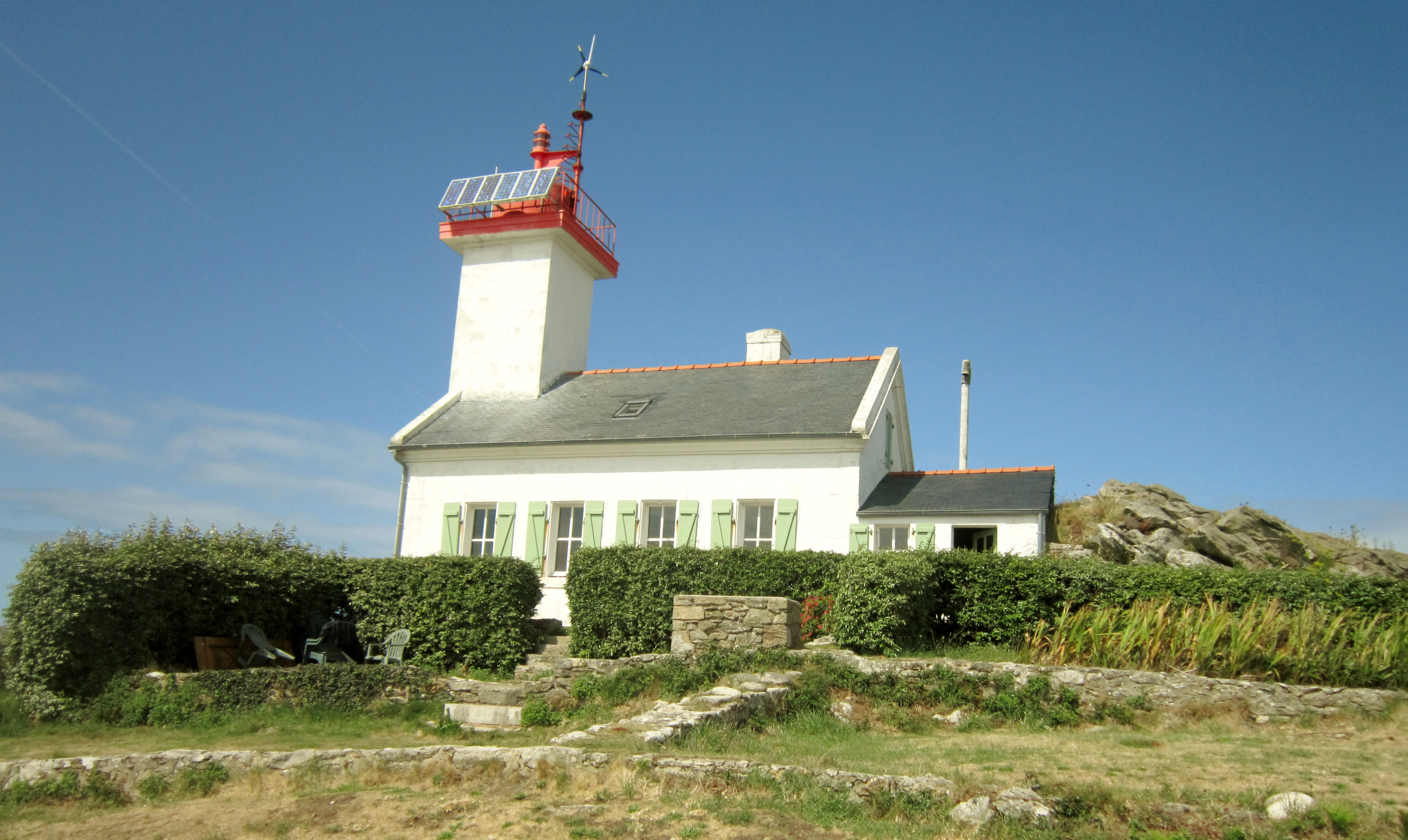
La maison-phare de l'île Wrac'h.
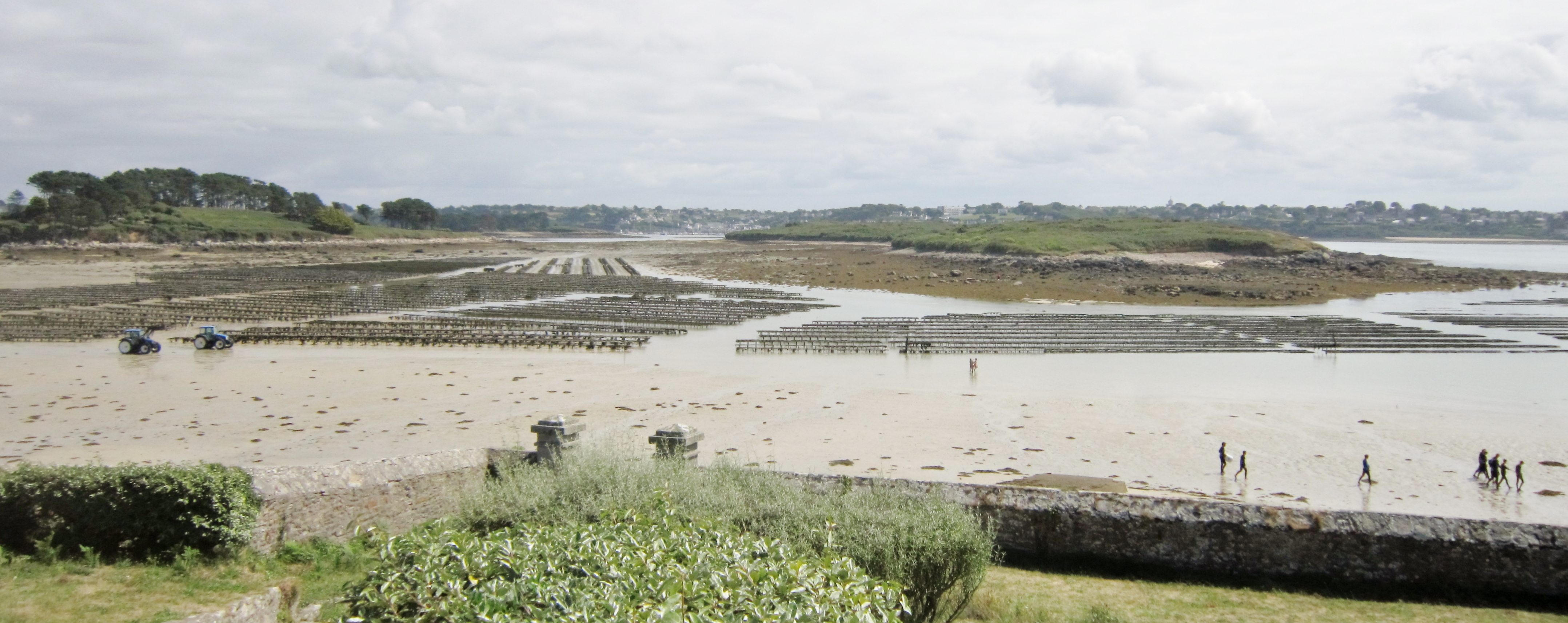
Tables ostréicoles vues à marée basse depuis le jardin de la maison-phare de l'île Wrac'h ; au milieu de la photo à droite Énez Terc'h.
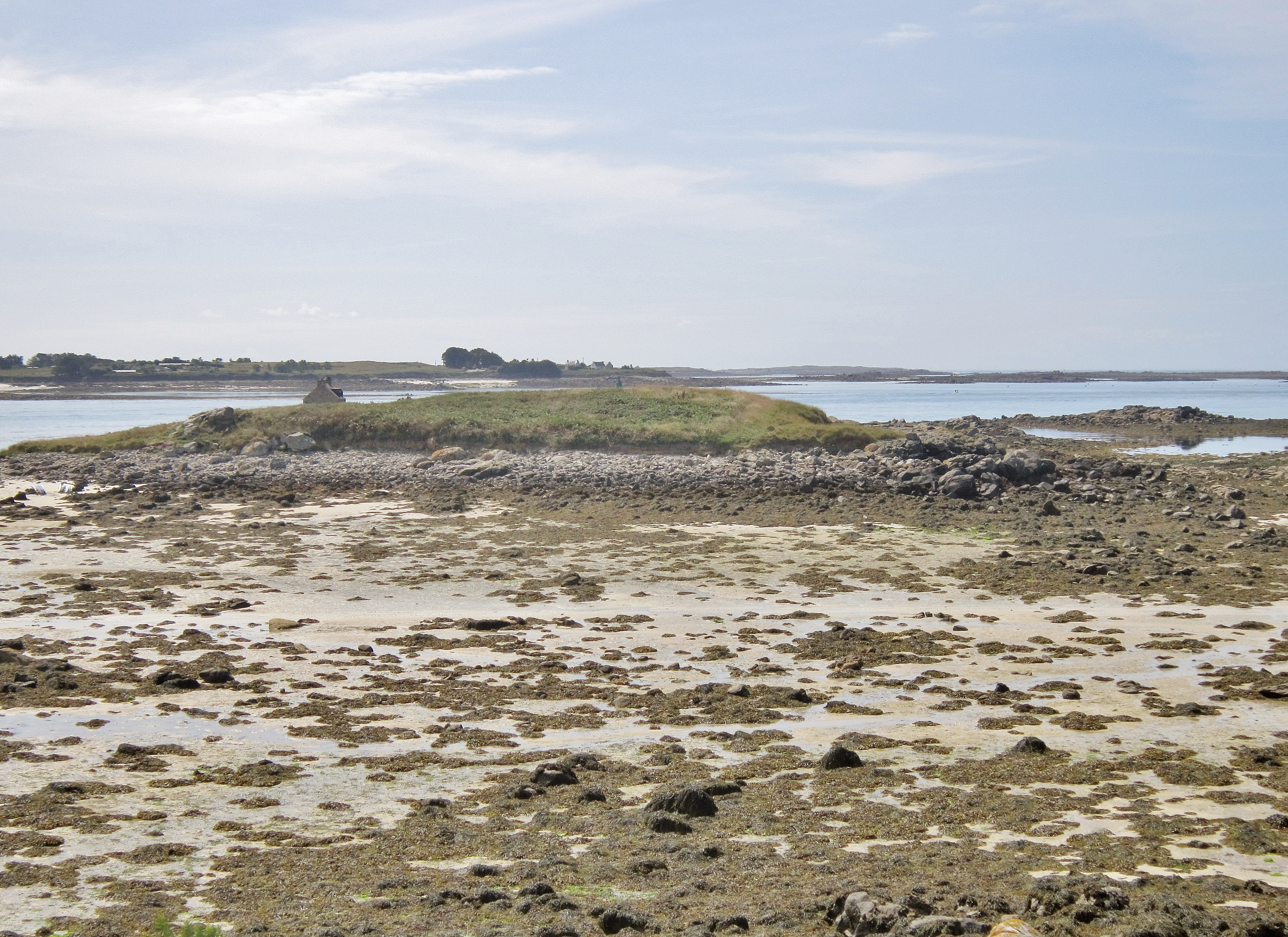
Les "Petites îles Wrac'h" vues de l'île Wrac'h.
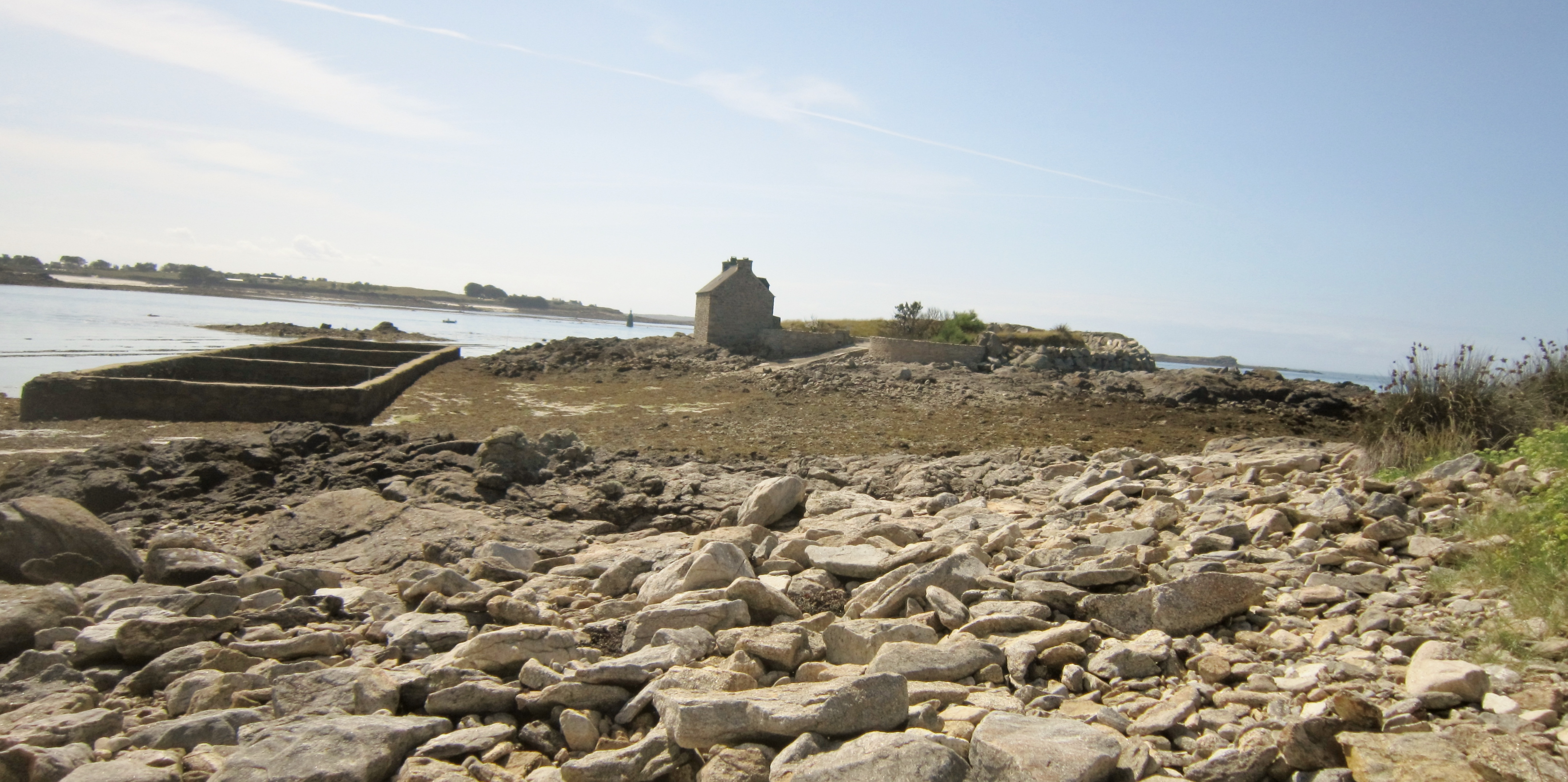
L'une des "Petites îles Wrac'h" (celle de l'est), avec sa maison et ses anciens viviers.

## Toponymie
Wrac'h serait à l'origine le nom d'une vieille déesse ou sorcière honorée dans un sanctuaire païen local avant la christianisation. La Wrac'h ou Gwrac'h est un avatar de la déesse mère primitive, d'une conception de la divinité remontant au néolithique dont on retrouve la trace dans toutes les cultures indo-européennes sous des noms variés : Ana, Anna, Anu, Dana, Danu, .. Pour les peuples d'Armorique elle est devenue la Mamm-Goz, la vieille mère des bretons, christianisée sous le nom de sainte Anne. La dernière nuit du mois de janvier est appelée Noz ar Wrac'het marquait la fête celtique du renouveau de la nature. En Irlande cette déesse est Brigit (christianisée sous le nom de sainte Brigitte) fêtée à Imbolc, c'est-à-dire au début du mois de février. L'expression Gwrac'h an Diaoul ("la vieille femme du diable") désigne traditionnellement une sorcière. Des toponymes présents le long de l'Aber-Wrac'h (le "pont Krac'h" ou "pont du diable", l'Enfer) illustrent aussi ces anciennes croyances.
Selon une autre explication, le nom de Wrac'h serait une déformation de Ach, nom d'un seigneur dont l'aber marquait la limite des terres et dont le souvenir est conservé notamment dans le nom de l'archidiaconé d'Ac'h.

## Histoire

### Préhistoire
Le menhir de Menozac'h (qui a l'apparence d'un rocher recouvert de goémon car immergé désormais à marée haute en raison de la remontée du niveau de la mer après son édification), qui était sur la terre ferme lors de son implantation, date d'environ 5 000 ans avant J.-C..

### La récolte du goémon
Selon le témoignage d'un goémonier de l'Île Wrac'h, la coupe du goémon noir n'était autorisée que pendant le mois de mai et uniquement pour les familles habitant la commune ; toute infraction était sévèrement réprimée. Les cultivateurs de Plouguerneau descendaient à la côte avec charrettes et chevaux pour profiter des premiers jours de récolte. En deux jours l'île était couverte de goémon et, si le soleil était de la partie, elle se hérissait de petits tas de goémon sec pour laisser la place au goémon frais remontant de la grève. Puis ces tas étaient regroupés en tas volumineux pour être à l'abri de la pluie et de la pourriture. Pas question pendant cette période pour les enfants, dès qu'ils étaient capables de tenir une faucille, d'aller à l'école ; ils participaient à la coupe, étalaient le goémon remonté sur les dunes de l'île par les charrettes ; ils devaient aussi surveiller le temps et ramasser le goémon presque sec avant l'arrivée d'une averse.

### Le phare de l'Île Wrac'h
Le phare de l'Île Wrac'h a été gardienné depuis sa mise en service en 1845 jusqu'en 1993 ; les gardiens étaient le plus souvent des inscrits maritimes ou des militaires en retraite, mais aussi parfois des veuves. Parmi ces gardiens, Yves Kerros, gardien entre 1895 et 1902, auquel succède sa femme lorsque celui-ci est nommé au phare de l'Île Vierge ; Mme veuve Riou, née Nicolas, entre 1912 et 1918 ; François Léon, déporté en 1942 car il possédait un fusil de chasse au phare (il fut fusillé à Cologne (Allemagne) le 15 septembre 1943) ; François Bellec entre 1949 et 1964 ; François Roudaut entre 1964 et 1973 ; Yves Merdy entre 1973 et 1993 fut le dernier gardien du phare.
Selon le témoignage de François Bellec, la vie de gardien de phare n'était pas si simple. Jusqu'en 1936 l'allumage du feu, qui était alors une lampe à pétrole, obligeait à monter l'échelle, y compris les jours de tempête, pour l'allumer (le phare fut ensuite électrifié). Le gardien devait aussi assurer l'entretien du phare et des terrains l'avoisinant, ainsi que la peinture des balises de l'Aber Wrac'h ; il assurait aussi un rôle de garde-côte. Le gardien disposait d'un potager abrité par un mur et pratiquer un élevage restreint de moutons et de chèvres.